# ایستگاه شینجو
ایستگاه شینجو (انگلیسی: Shinjō Station) یک ایستگاه راه‌آهن در شینجو، ژاپن است. این ایستگاه که در سال ۱۹۰۳ تأسیس شده به خطوط مهمی همچون یاماگاتا شینکانسن متصل است.

## نگارخانه

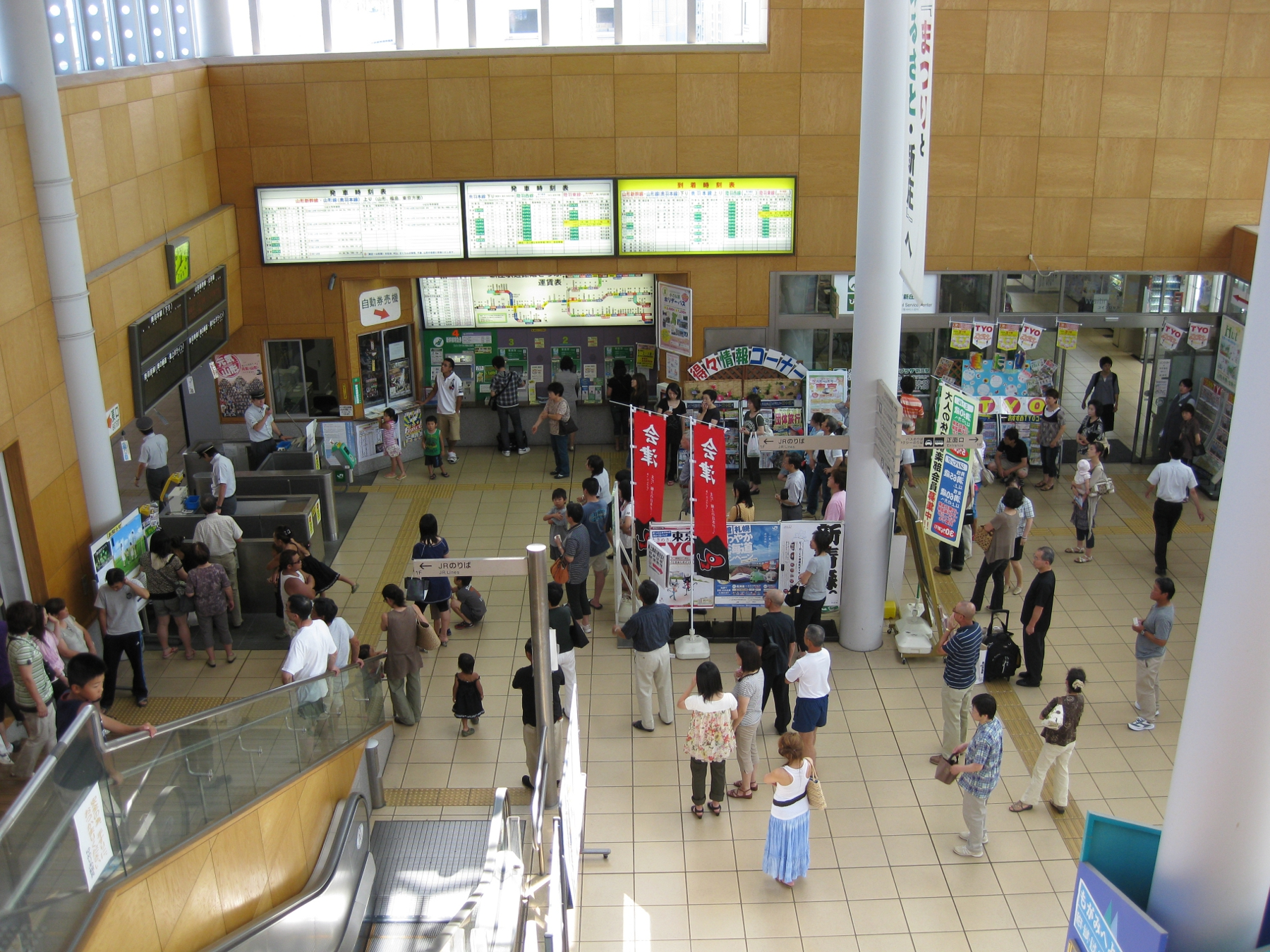
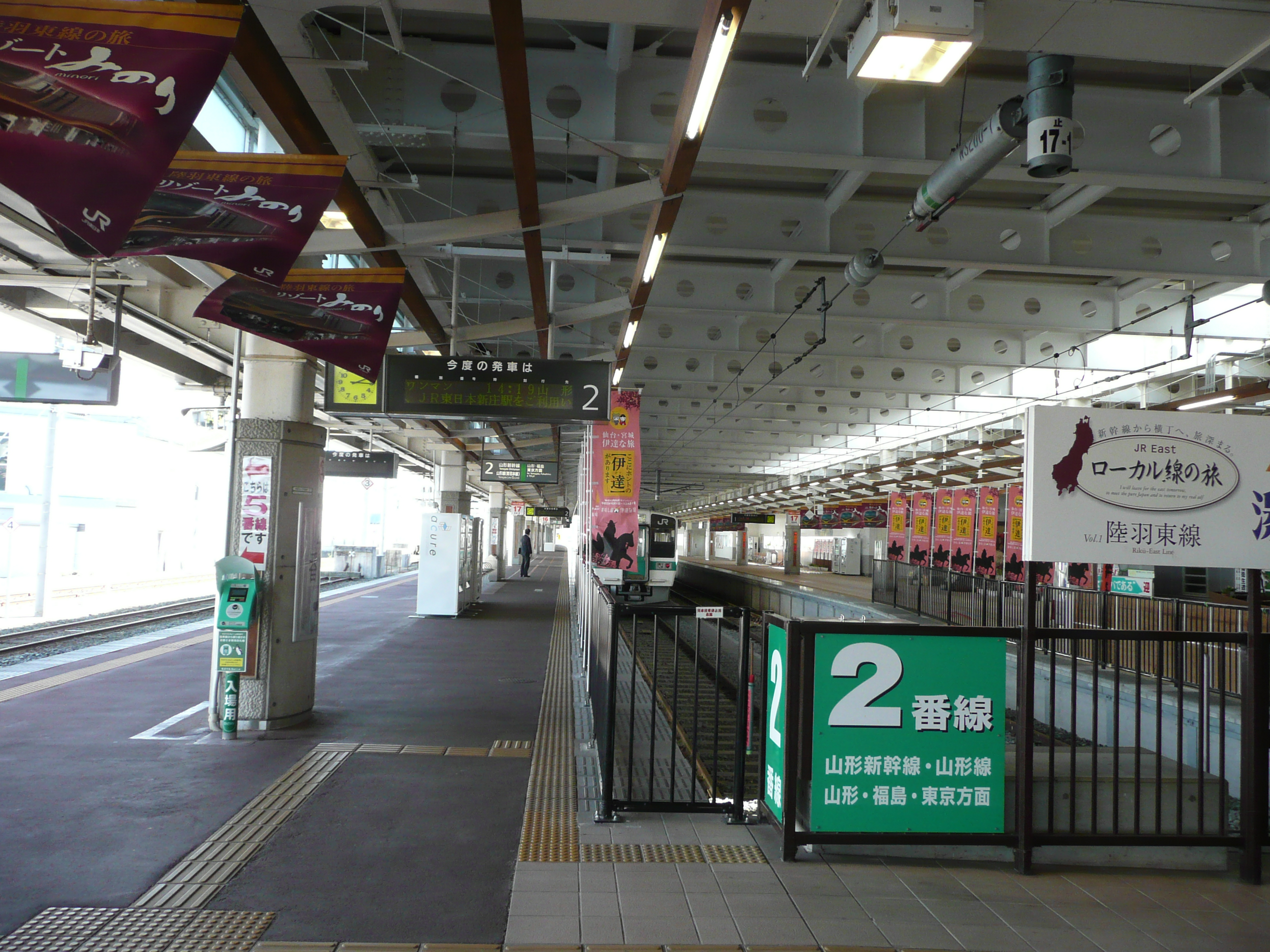
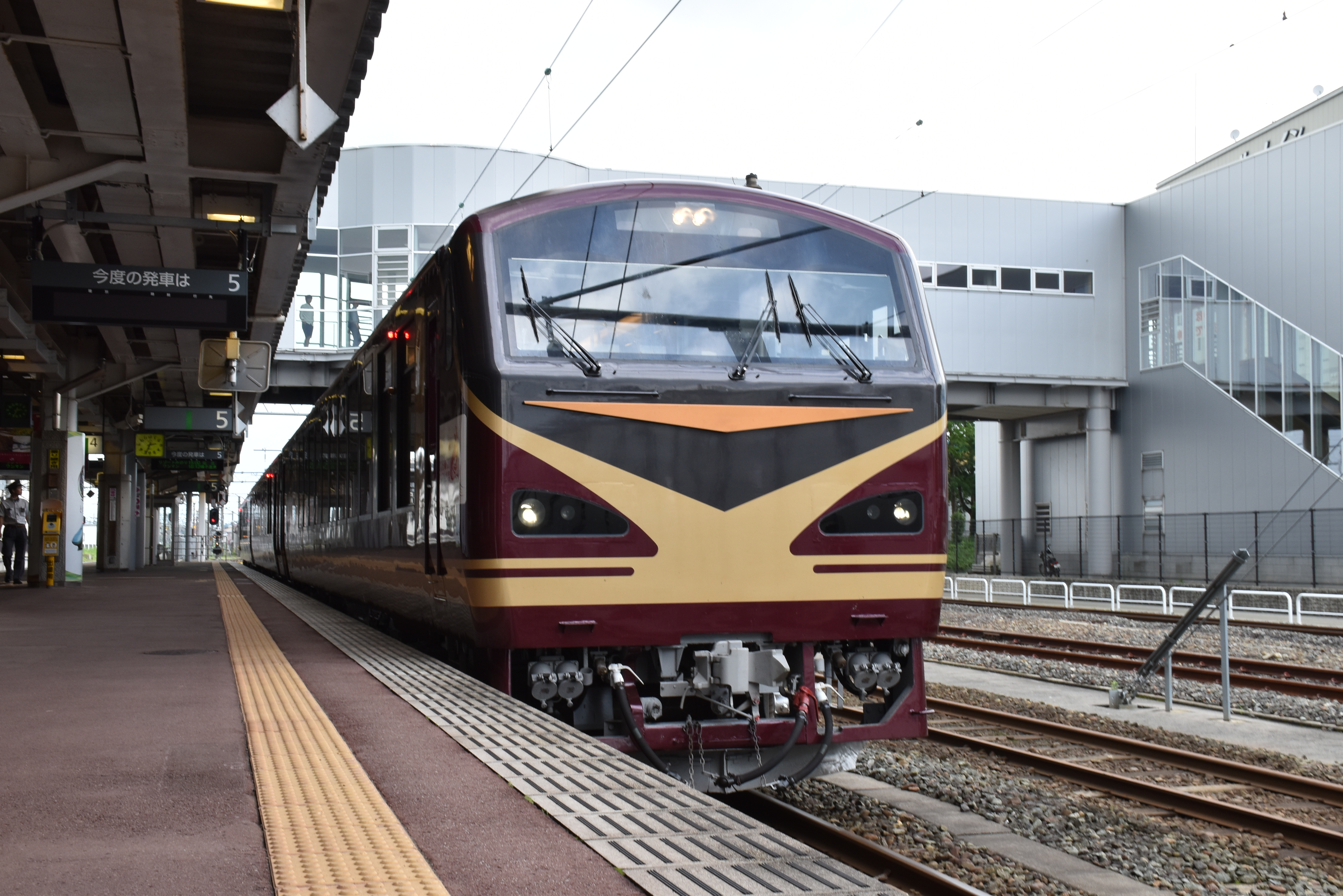
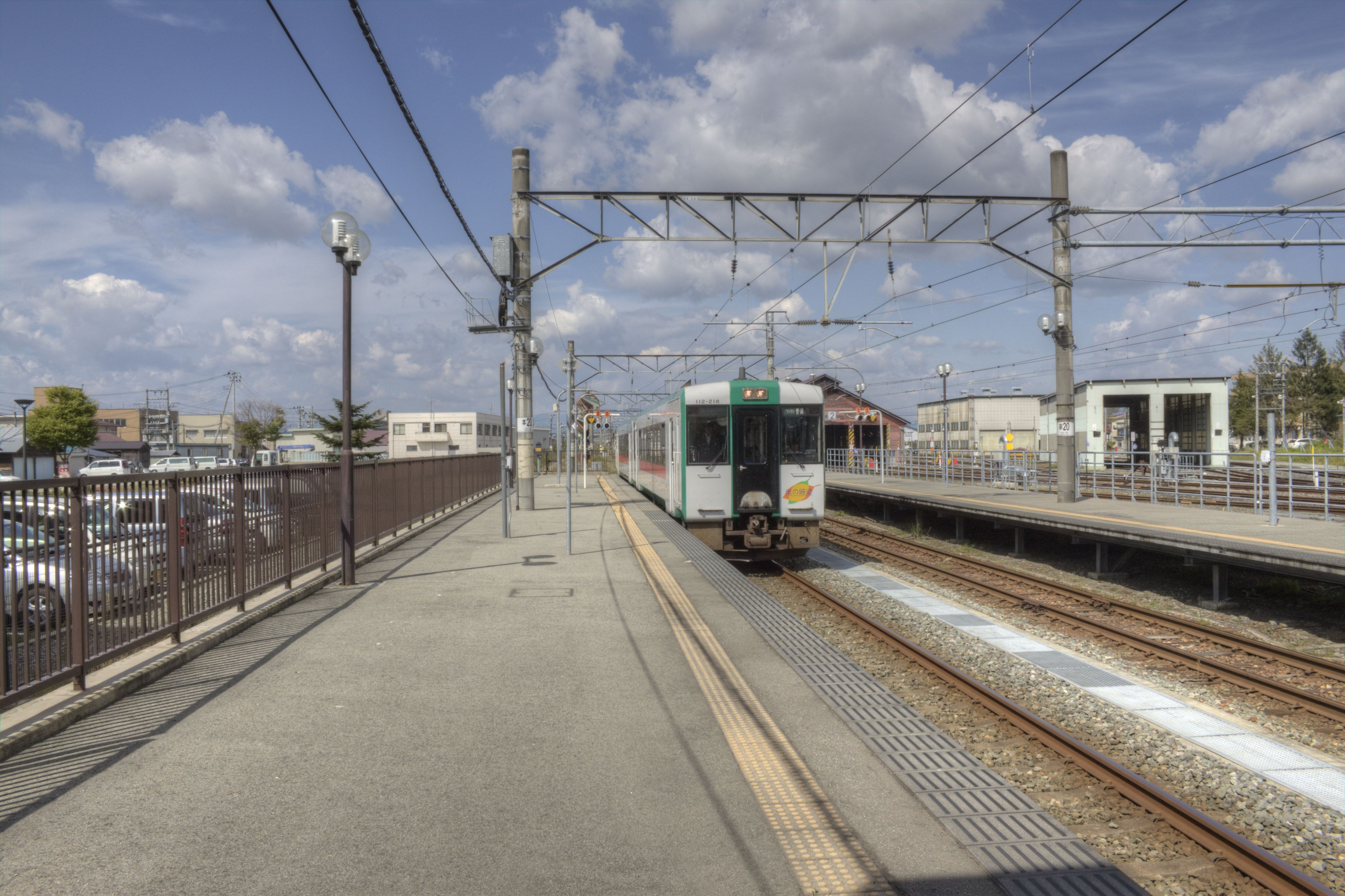

## آمار مسافران
| سال  | میانگین روزانه |
| ---- | -------------- |
| ۲۰۰۰ | ۲٬۳۷۳          |
| ۲۰۰۵ | ۱٬۹۶۰          |
| ۲۰۱۰ | ۱٬۵۹۳          |
| ۲۰۱۵ | ۱٬۴۸۱          |